# 奧斯特爾 (喬治亞州)
奧斯特爾（英語：Austell）是一個位於美國喬治亞州科布縣和道格拉斯縣的城市。

## 地理
奧斯特爾的座標為33°48′57″N 84°38′10″W / 33.81583°N 84.63611°W，而該地的平均海拔高度為283米（即928英尺）。

## 人口
根據2010年美國人口普查的數據，奧斯特爾的面積為15.50平方千米，當中陸地面積為15.46平方千米，而水域面積為0.04平方千米。當地共有人口6581人，而人口密度為每平方千米424人。